# Huotong Xi
Huotong Xi (kinesiska: 霍童溪) är ett vattendrag i Kina. Det ligger i provinsen Fujian, i den sydöstra delen av landet, omkring 84 kilometer norr om provinshuvudstaden Fuzhou.
Genomsnittlig årsnederbörd är 2 105 millimeter. Den regnigaste månaden är augusti, med i genomsnitt 322 mm nederbörd, och den torraste är oktober, med 52 mm nederbörd.